# Грузинська вулиця (Київ)
Грузи́нська ву́лиця — вулиця в Дарницькому районі міста Києва, місцевість Червоний хутір. Пролягає від Харківського шосе до Борової вулиці. 
Прилучається Ташкентська вулиця.

## Історія
Вулиця виникла у 1-й половині XX століття, мала назву Пу́шкінська. Сучасна назва — з 1955 року. До 1984 року до складу вулиці входила також частина вулиці Архітектора Вербицького.